# Beefcake the Mighty
Beefcake the Mighty es el bajista de la banda de thrash metal Gwar. Aparece como un humanoide robusto usando una armadura de estilo romano. Por lo general aparece con un gladius de gran tamaño o un hacha de batalla. Durante el paso del tiempo, el personaje de Beefcake the Mighty ha sido interpretado por los músicos Michael Bishop (1987-1993, 1998-1999), Casey Orr (1994-1997, 1999-2002, 2008-2011), Todd Evans (2002-2008) y Jamison Land (2011-presente).
Es el cantante más frecuente en Gwar después de Oderus. Regularmente es el vocalista de las canciones "Cool Place to Park", "The Road Behind", "Pussy Planet", "Jack the World" (durante el coro), "Eat Steel", "Bad Bad Men" (durante el coro) "Fight", "Crush, Kill, Destroy", "Hate Love Songs", "The Bonus Plan" y "Beat You to Death".